# 캐롤의 학교학습 모형
아래는 캐롤의 학교학습 모형에 대한 것이다.

## 완전학습의 의미
완전학습(Learning for mastery)이란 불완전학습과 대립되는 개념으로 대두된 이론이다. 완전학습에서는 학습기회와 개인의 적성이 최적화 될 시에 학교 교육과정 속에 명시된 교육목표들은 거의 모든 학생들에 의해 성취가 가능하다. 이 이론은 주로 캐롤과 블룸에 의해서 발전되어 왔으며, 우리나라에서는 김호권(金豪權)이 중심이 되어 이 이론의 전개와 실험적 연구가 진행되어 왔다.

## 캐롤의 학습모형의 개요
캐롤은 학교에서 이루어지고 있는 여러 가지 형태의 학습 가운데 특히 지적 학습에 작용하는 중요한 변인들을 추출한 다음 그들 변인간의 상호관계를 토대로 학교학습의 방안을 체계화했다. 
캐롤은 학습자의 적성, 수업의 이해 능력, 학습의 지속력을 개인차변인으로, 그리고 수업의 질과 학습의 기회를 교수변인으로 보았으며 이러한 5가지 변인들의 조절을 통해 학습효과를 극대화 할 수 있다고 보았다.

## 학교학습의 5대 변인

### (1)수업의 질
수업의 질은 과제 제시의 적절성을 의미한다. 학습과제가 학생들에게 효과적으로 제시되는 것으로 교수방법, 수업 목표의 중요성과 구체성, 교사 언어의 명확성, 학습 활동의 계열화 등이 포함된다.

### (2)학습 기회
학습 기회란 일정한 학습과제를 수행할 수 있도록 학습자들에게 허용된 최대한의 시간을 의미한다. 학습 기회가 부족하면 학습자들이 과제를 잘 수행하지 못하고 너무 지나치게 부여되면 학습 동기가 사라진다.

### (3)학습자의 적성
적성은 학습자가 일정한 수준까지 주어진 학습을 하는데 필요한 시간의 양이다. 학습자가 지니고 있는 특정 분야에 대한 능력을 의미한다. 적성이 높으면 주어진 과제를 좀 더 빨리 수행할 수 있고 반대로 적성이 낮으면 과제를 수행하는데 더 많은 시간을 필요로 한다.

### (4)수업의 이해 능력
수업을 이해하기 위해서 필요한 일반 지능과 언어적 능력이 포함된 능력이다. 지능은 논리적 학습에, 언어능력은 복잡한 언어를 사용한 학습 정도를 향상시키는 요인이다.

### (5)학습의 지속력
학습자의 지구력을 의미한다. 학습의 지속력은 학습자가 인내력을 발휘하여 학습에 보다 많은 학습시간을 할당하려는 의욕과 태도를 뜻하기도 하는데, 일종의 학습동기라고 할 수 있다.

## 캐롤의 학교학습모형
학습의 정도 f(학습에 사용한 시간/학습에 필요한 시간)
=f(학습기회,학습의 지속력 / 수업의 질,학습자의 적성,수업 이해력)